# Ljusgrön ekologism
Ljusgrön miljörörelse är en miljöfilosofi och rörelse som betonar användningen av avancerad teknik, social innovation, ekoinnovation och hållbar design för att ta itu med miljöutmaningar. Detta tillvägagångssätt står i kontrast till mer traditionella former av miljörörelse som kan förespråka minskad konsumtion eller en återgång till enklare livsstilar.
Ljusgrön och mörkgrön miljörörelse är ytterligare underrörelser, som utmärker sig genom att se miljörörelser som ett livsstilsval (ljusgröna) respektive främja minskning av antalet människor och/eller ett avstående från teknologi (mörkgröna).

## Ursprung och utveckling av ljusgrönt tänkande
Termen "ljusgrön", myntad 2003 av författaren Alex Steffen, hänvisar till den snabbt växande nya grenen av miljörörelsen, som skiljer sig från traditionella former. Ljusgrön miljöpolitik syftar till att skapa välstånd på ett ekologiskt hållbart sätt genom användning av ny teknik och förbättrad design.
Förespråkare främjar och förespråkar grön energi, elfordon, effektiva tillverkningssystem, bio- och nanoteknik, allestädesnärvarande datoranvändning, täta stadsbebyggelser, slutna materialcykler och hållbar produktdesign. Att leva på en enda planet är ett vanligt uttryck. Deras huvudfokus ligger på idén att genom en kombination av välbyggda samhällen, ny teknik och hållbara levnadsmetoder kan livskvaliteten faktiskt förbättras även om ekologiska fotavtryck krymper.
| ” | Runt mitten av århundradet kommer vi att se att den globala befolkningen når sin topp på omkring 9 miljarder människor, alla med en önskan att leva med en rimlig grad av välstånd, och många av dem kommer åtminstone att vilja ha en europeisk livsstil. De kommer att se att ta sig ur fattigdom som en icke-förhandlingsbar rättighet, men att leverera det välståndet med vår nuvarande nivå av effektivitet och resursanvändning skulle förstöra planeten många gånger om. Vi måste uppfinna en ny modell för välstånd, en som gör det möjligt för miljarder människor att få den komfort, trygghet och de möjligheter de vill ha – på en påverkningsnivå som planeten klarar av. Det kan vi inte göra utan att omfamna teknologi och bättre design. | „ |

Termen ljusgrön har använts allt oftare på grund av spridningen av dessa idéer via internet och bevakningen av vissa traditionella medier.

## Mörkgröna, ljusgröna och klara gröna
Alex Steffen beskriver samtida miljöaktivister som uppdelade i tre grupper, mörkgröna, ljusgröna och klargröna.

### Ljusgrön
Ljusgröna ser miljöskyddet först och främst som ett personligt ansvar. De faller inom den transformativa aktivistiska änden av spektrumet, men ljusgröna betonar inte miljörörelsen som en distinkt politisk ideologi, eller ens strävar efter grundläggande politisk reform. Istället fokuserar de ofta på miljörörelsen som ett livsstilsval. Mottot "Grönt är det nya svarta" sammanfattar detta sätt att tänka för många. Detta skiljer sig från termen ”lite green”, som vissa miljöaktivister använder för att beskriva produkter eller metoder som de anser är greenwashing, de produkter och metoder som låtsas åstadkomma mer förändring än de faktiskt gör (om någon).

### Mörkgrön
Däremot tror mörkgröna att miljöproblem är en inneboende del av den industrialiserade, kapitalistiska civilisationen och söker radikal politisk förändring . Mörkgröna anser att nuvarande och historiskt sett dominerande former av samhällsorganisation oundvikligen leder till konsumtion, överkonsumtion, slöseri, alienation från naturen och resursutarmning. Mörkgröna hävdar att detta orsakas av den betoning på ekonomisk tillväxt som finns inom alla existerande ideologier, en tendens som ibland kallas tillväxtmani . Den mörkgröna typen av miljöism förknippas med idéer om ekocentrism, djup ekologi, nedväxt, antikonsumtion, postmaterialism, holism, James Lovelocks Gaia-hypotes, och ibland ett stöd för en minskning av antalet människor och/eller ett avstående från teknologi för att minska mänsklighetens effekt på biosfären.

### Skillnad mellan ljusgrönt och mörkgrönt
I Jordens sång noterar Jonathan Bate att det vanligtvis finns betydande uppdelningar inom miljöteorin. Han identifierar en grupp som ”ljusgröna” eller ”miljöaktivister”, som ser miljöskydd främst som ett personligt ansvar. Den andra gruppen, kallad "mörkgröna" eller "djupa ekologer", anser att miljöfrågor i grunden är knutna till den industrialiserade civilisationen och förespråkar radikala politiska förändringar. Denna distinktion kan sammanfattas som ”Kunna teknologi” kontra ”Ingen teknologi” (Suresh Frederick i Ecocriticism: Paradigms and Praxis).

### Ljusgrön
På senare tid har ljusgröna framkommit som en grupp miljöaktivister som anser att radikala förändringar behövs i samhällets ekonomiska och politiska funktion för att göra det hållbart, men att bättre design, ny teknik och mer spridda sociala innovationer är medlen för att åstadkomma dessa förändringar – och att samhället varken kan stoppa eller protestera på vägen mot hållbarhet. Som Ross Robertson skriver:
| ” | Klargrön miljöaktivism handlar mindre om problemen och begränsningarna vi måste övervinna, och mer om de 'verktyg, modeller och idéer' som redan finns för att lösa dem. Den avstår från protestens och motståndets dysterhet till förmån för den energigivande tillförsikten i konstruktiva lösningar. | „ |

Vissa har inkluderat öppen källkod som en del av denna nya strategi.